# Kathleen Gallagher Cunningham
Kathleen Gallagher Cunningham ist eine US-amerikanische Politikwissenschaftlerin, die als Professorin an der University of Maryland, College Park forscht und lehrt. Sie ist zugleich Forschungsprofessorin am Peace Research Institute Oslo. 2023 amtierte sie als Präsidentin der Peace Science Society (International).
Cunningham machte alle akademischen Abschlüsse im Fach Politikwissenschaft an der University of California, San Diego: Bachelor 1999, Master 2002, Ph.D. 2007. Nach Stationen als Assistant Professor und Associate Professor an der University of Maryland und nach Forschungsaufenthalten in Oslo wurde sie 2017 Forschungsprofessorin am dortigen Peace Research Institute und 2021 Full Professor an der University of Maryland.
Ihre Forschungsschwerpunkte sind Selbstbestimmung, Bürgerkrieg, Gewaltlosigkeit.
Ihr Buch Inside the politics of self-determination wurde 2015 als Buch des Jahres von der Conflict Research Society (CRS) ausgezeichnet.